# La desaparición de lady Frances Carfax
La desaparición de lady Frances Carfax es uno de los 56 relatos cortos sobre Sherlock Holmes escrito por Arthur Conan Doyle. Fue publicado originalmente en The Strand Magazine y posteriormente recogido en la colección Su última reverencia.

## Argumento
La narración se inicia con Holmes riéndose amigablemente del doctor Watson, como siempre asombrado ante las dotes de deducción del detective. Los cordones de las botas de Watson son indicio suficiente para que Holmes deduzca que el doctor viene de los baños.
El relato narra cómo Holmes resuelve la desaparición de Lady Frances Carfax, una bella aristócrata de mediana edad que pasea su soledad por los lugares de moda de toda Europa. "Uno de los tipos más peligrosos que hay en el mundo es el de la mujer que ha perdido el rumbo y que se encuentra sin amigos", comentará Holmes al respecto. Como en El perro de los Baskerville, Holmes envía solo a Watson, en este caso a Suiza, alegando que él no puede abandonar Londres en esos momentos. En el Hotel National de Lausana, Watson inicia el seguimiento de Lady Frances, lo cual le lleva a Baden Baden, en Alemania, y al regreser a Lausana tiene un enfrentamiento con un furioso personaje del que le salva la intervención de un disfrazado Holmes. El airado personaje resulta ser el honorable Philip Green, eterno pretendiente de Lady Carfax, que luego colaborará en la búsqueda. En el último momento, cuando estaba a punto de ser enterrada con vida, Holmes desenmascara a los compañeros de viaje de Lady Carfax: Henny Peter, conocido como "el Santo Peter", y una malvada mujer que se hace pasar por su esposa. La historia acaba felizmente, aunque los malvados logran huir, lo que demuestra que Holmes estaba más interesado en salvar al bueno y desenmarañar el problema que se le presentaba que en hacer de policía. Holmes siempre prefirió la labor intelectual: buscar la solución y desaparecer.